# Dịch vụ nhắn tin đa phương tiện
Dịch vụ nhắn tin đa phương tiện (tiếng Anh: Multimedia Messaging Service - MMS) là một tiêu chuẩn dành cho các hệ thống nhắn tin trên điện thoại cho phép truyền đi những tin nhắn trong đó có chứa các phần tử đa phương tiện (hình ảnh, âm thanh, phim ảnh, văn bản định dạng) mà không chỉ có ký tự như SMS. Nó được dùng chủ yếu trong mạng điện thoại di động cùng với những hệ thống nhắn tin khác như SMS, Nhắn tin nhanh di động và e-mail di động. Những tổ chức có công lao chuẩn hóa chính là 3GPP, 3GPP2 và Liên minh Di động Mở (Open Mobile Alliance - OMA).

## Nền tảng
MMS là một sự cách mạng của Dịch vụ tin nhắn ngắn (SMS, là công nghệ nhắn tin chỉ có ký tự dùng cho mạng di động). Nó cho phép gửi nhận các tin nhắn đa phương tiện như đồ họa, phim ảnh và âm nhạc. Nó được thiết kế để hoạt động với những dịch vụ dữ liệu gói di động như GPRS và 1x/EVDO.

## Ứng dụng
- Điện thoại di động có kích hoạt MMS cho phép thuê bao soạn và gửi tin nhắn có một hoặc nhiều phần đa phương tiện. Những phần đa phương tiện này có thể bao gồm ký tự, hình ảnh, âm thanh và phim. Những loại nội dung như vậy phải phù hợp với Chuẩn MMS. Ví dụ như điện thoại của bạn có thể gửi một đoạn video MPEG-4 ở định dạng AVI, nhưng bên nhận MMS có khả năng không thể dịch được. Để tránh điều này, tất cả các điện thoại nên tuân theo những tiêu chuẩn do OMA đặt ra. Điện thoại di động với máy chụp hình đi kèm hoặc gắn thêm, hoặc có chức năng nghe nhạc MP3 đi kèm rất có thể sẽ có cả chương nhắn tin MMS-một dạng chương trình phần mềm sẽ giao tiếp với người dùng để soạn, ghi địa chỉ, gửi, nhận, và xem tin nhắn MMS.

## Lịch sử
MMS ban đầu được phát triển cùng với Chương trình Đối tác thế hệ thứ 3 (3GPP), một Tổ chức chuẩn hóa tập trung vào các tiêu chuẩn dành cho mạng UMTS/GSM.
Từ đó, MMS đã được ứng dụng trên toàn thế giới và được dùng cả ở mạng UMTS/GSM lẫn CDMA.
MMS cũng được chuẩn hóa trong Chương trình Đối tác thế hệ thứ ba phiên bản 2 (3GPP2), một Tổ chức chuẩn hóa tập trung vào các đặc tả cho mạng CDMA2000.
Cũng giống như phần lớn các tiêu chuẩn 3GPP, chuẩn MMS có ba giai đoạn:
- Giai đoạn 1 - Yêu cầu (3GPP TS 22.140)
- Giai đoạn 2 - Chức năng hệ thống (3GPP TS 23.140)
- Giai đoạn 3 - Hiện thực công nghệ

Cả 3GPP và 3GPP2 đã ủy quyền việc phát triển giai đoạn thứ 3 Hiện thực công nghệ cho OMA, một tổ chức chuẩn hóa tập trung vào đặc tả cho các mạng di động không dây.
Hiệp hội GSM đã cho ra một Bản hướng dẫn Liên mạng MMS IR.52 Lưu trữ 2008-03-12 tại Wayback Machine dành cho kết nối liên mạng MMS giữa các nhà điều hành GSM.

## Các giao thức
- EAIF — Nokia's External Application Interface
- MM1 — the 3GPP interface between MMS User Agent and MMS Center
- MM2 — the 3GPP interface between MMS Relay and MMS Server
- MM3 — the 3GPP interface between MMS Center and external servers
- MM4 — the 3GPP interface between MMS Centers
- MM5 — the 3GPP interface between MMS Center and HLR
- MM6 — the 3GPP interface between MMS Center and user databases
- MM7 — the 3GPP interface between MMS VAS applications and MMS Center
- MM8 — the 3GPP interface between MMS Center and the billing systems
- MM9 — the 3GPP interface between MMS Center and an online charging system
- MM10 — the 3GPP interface between MMS Center and a message service control function
- MM11 — the 3GPP interface between MMS Center and an external transcoder